# Anisophyllea polyneura
Anisophyllea polyneura är en tvåhjärtbladig växtart som beskrevs av Floret. Anisophyllea polyneura ingår i släktet Anisophyllea och familjen Anisophylleaceae. Inga underarter finns listade i Catalogue of Life.